# Napoleone Carlo Bonaparte (principe d'Olanda)
Napoleone Luigi Carlo Bonaparte, detto Napoleone Carlo (Parigi, 10 ottobre 1802 – L'Aia, 5 maggio 1807), è stato un principe francese e principe reale d'Olanda, era il figlio maggiore del re d'Olanda Luigi Bonaparte e Ortensia di Beauharnais, figlia di Giuseppina di Beauharnais.
Napoleone I era quindi, in quanto fratello di suo padre e padre adottivo di sua madre, allo stesso tempo zio e nonno; era tuttavia voce diffusa che Napoleone fosse in realtà addirittura il padre biologico del bambino.

## Famiglia
Nipote dell'imperatore Napoleone I e cugino di primo grado postumo di Napoleone II, Napoleone Carlo aveva due fratelli:
- Napoleone Luigi, nato nel 1804, principe reale d'Olanda (5 giugno 1806 - 1º luglio 1810), principe ereditario del regno d'Olanda (5 maggio 1807 - 1º luglio 1810), re nominale d'Olanda (dal 1º luglio al 13 luglio 1810) e granduca di Berg dal 3 marzo 1809 al 4 aprile 1815 (data dell'annessione legale da parte della Prussia), e morì nel 1831;
- Carlo Luigi Napoleone, nato un anno dopo la morte di Napoleone-Carlo, fu principe reale d'Olanda (20 aprile 1808 - 1º luglio 1810), divenne nel 1846 il maggiore della famiglia imperiale e divenne presidente della Repubblica francese (1848-1852), poi imperatore dei Francesi con il nome di Napoleone III (1852-1870).

## Potenziale erede di Napoleone I
Il bambino univa in sé il sangue dei Bonaparte e dei Beauharnais, le due famiglie dell'imperatore dei Francesi e re d'Italia Napoleone I. Dalla costituzione dell'Impero, il 18 maggio 1804, fino alla sua morte, questo ragazzo fu implicitamente considerato l'erede al trono. Infatti, gli articoli 4, 5 e 6 della nuova costituzione imperiale dichiaravano che:
Article 5. - À défaut d'héritier naturel et légitime ou d'héritier adoptif de Napoléon Bonaparte, la dignité impériale est dévolue et déférée à Joseph Bonaparte et à ses descendants naturels et légitimes, par ordre de primogéniture, et de mâle en mâle, à l'exclusion perpétuelle des femmes et de leur descendance.
Art. 5. - In mancanza di un erede naturale e legittimo o di un erede adottivo di Napoleone Bonaparte, la dignità imperiale è devoluta a Giuseppe Bonaparte e ai suoi discendenti naturali e legittimi, per ordine di primogenitura e da maschio a maschio, con esclusione perpetua delle donne e dei loro discendenti.
Giuseppe Bonaparte, fratello maggiore di Napoleone, aveva due figlie, per cui la corona imperiale poteva spettare al maggiore dei figli di Luigi, in applicazione degli articoli 4 (per adozione) e 6 (per primogenitura maschile da Luigi Bonaparte).
Il 2 dicembre 1804, il piccolo Napoleone Carlo partecipò alla cerimonia di incoronazione di Napoleone I. Il suo ritratto compare nel famoso dipinto di Jacques-Louis David, completato nel novembre 1807, pochi mesi dopo la morte del bambino.

## La morte, il divorzio di Napoleone e Giuseppina
Quando i suoi genitori divennero sovrani del nuovo regno d'Olanda, Napoleone Carlo venne a vivere nel paese di cui era diventato principe ereditario. Ma pochi mesi dopo, nel suo quinto anno di vita, il 5 maggio 1807, morì di croup (probabilmente di tipo difterico) a L'Aia dopo alcuni giorni di malattia tra le braccia della madre. I medici pensarono che si trattasse di morbillo e il bambino fu trattato male. Il medico personale di Napoleone I, Corvisart, che era stato chiamato da Parigi a L'Aia per aiutare a diagnosticare e curare il bambino, apprese della sua morte a metà strada. La regina Ortensia rimase molto depressa per diverse settimane, al punto da preoccupare il suo seguito e l'imperatore stesso.
La sua morte addolorò anche l'imperatore, che apprese la notizia il 14 maggio mentre era in campagna militare in Polonia. La causa della morte del nipote spinse Napoleone a bandire un premio per la migliore tesi di medicina sul croup e il suo trattamento.
Napoleone, da quel momento, cominciò a preoccuparsi molto della sua successione: avendo saputo nel dicembre 1806, prima della morte di Napoleone Carlo, di essere padre di un ragazzo (il futuro conte Leone) da un'amante, Eleonora Denuelle de La Plaigne, si convinse della sua capacità di essere padre. Giuseppina era allora molto preoccupata per il suo futuro come consorte imperiale. Nel 1809 la posta in gioco per la successione imperiale si fece più alta (Napoleone fu leggermente ferito nella battaglia di Ratisbona in aprile e quasi assassinato a Schönbrünn da Frederic Staps in ottobre). Nel dicembre dello stesso anno divorziò da Giuseppina di Beauharnais. Sposatosi con Maria Luisa d'Austria nell'aprile 1810, ebbe come figlio legittimo ed erede al trono Napoleone Francesco Giuseppe Carlo, titolato alla nascita re di Roma il 20 marzo 1811.

## Le spoglie alla ricerca dell'ultima dimora

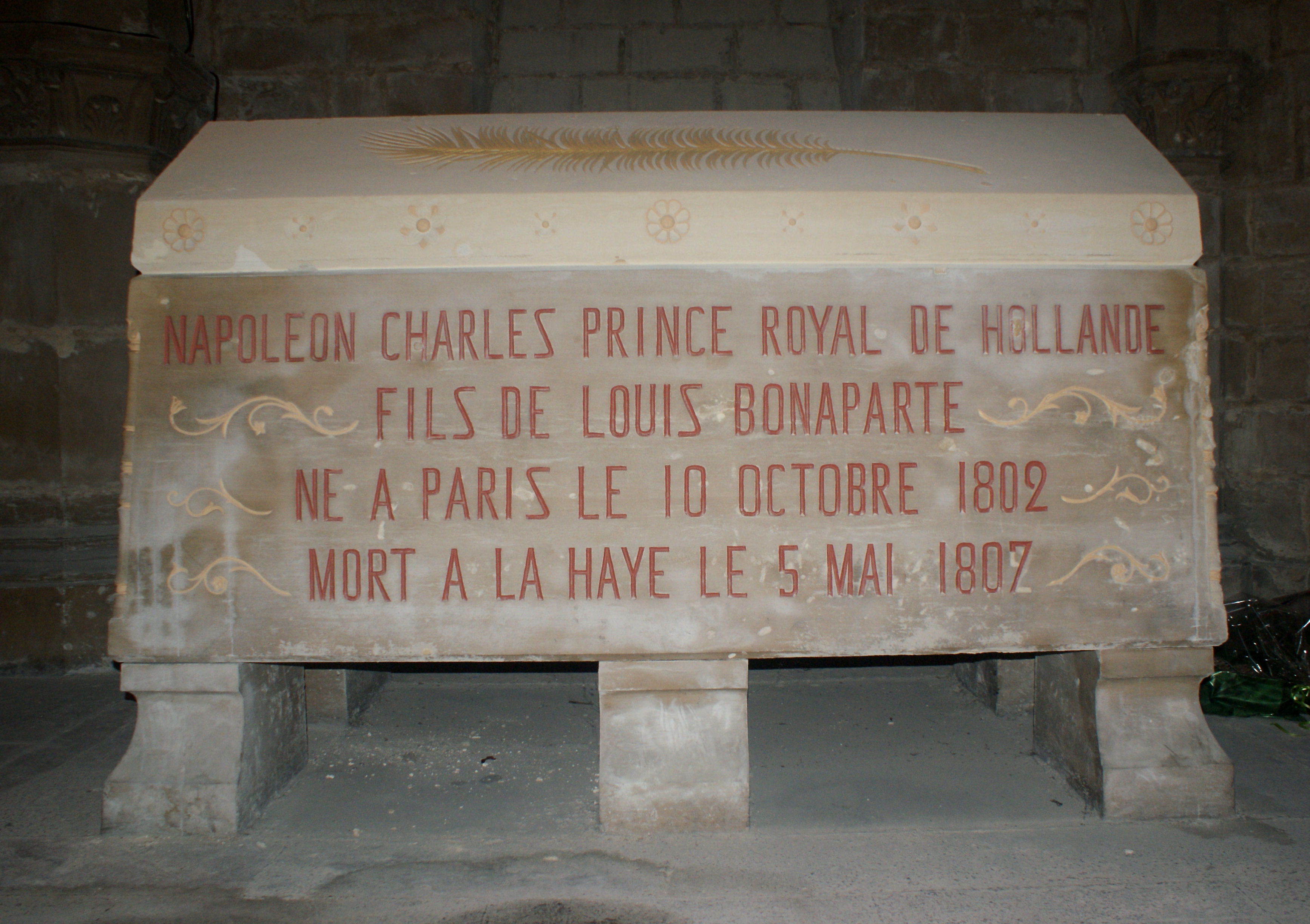
Sarcofago del principe Napoleone Carlo

Re Luigi fece depositare le spoglie del figlio maggiore nella cappella di San Carlo del castello di Bas di Saint-Leu-la-Forêt, vicino a Parigi, di cui era proprietario dal 1804. Da Tilsit, dove si trovava dopo la vittoria di Friedland prima dell'omonima pace con l'Impero russo, Napoleone chiese che le spoglie del principe fossero collocate nella cattedrale di Notre-Dame di Parigi, fino a quando la basilica di Saint-Denis non fosse stata pronta ad accoglierle definitivamente, avendo l'imperatore il progetto di perpetuare la tradizione monarchica deponendo in questa basilica i resti dei sovrani e dei principi della sua nuova dinastia. Il trasferimento a Notre-Dame avvenne il 7 luglio 1807 e il feretro fu collocato nella cappella Saint-Gérand. Al ritorno definitivo dei Borboni nel 1815, la bara ritornò a Saint-Leu-la-Forêt, nella cappella Saint-Charles del castello, prima di essere trasferita dal nuovo proprietario del castello, il principe di Condé, il 19 agosto 1819 nella cripta della chiesa parrocchiale del comune, dove tutt'oggi si trova.

## Nell'arte
Esistono poche rappresentazioni artistiche del breve periodo di vita di Napoleone Carlo. Questi includono:

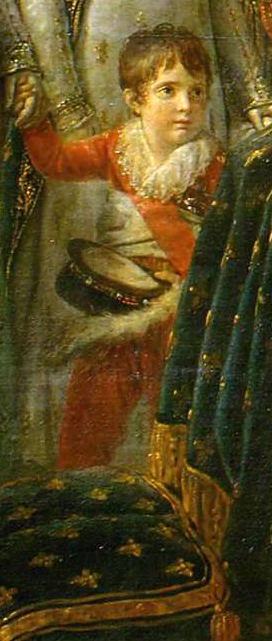
L'incoronazione di Napoleone, dipinto di Jacques-Louis David, realizzato tra il 1805 e il 1807. Napoleone Carlo ha qua due anni e due mesi. È l'unico bambino del quadro, a parte i due chierichetti adolescenti sulla destra. Il dipinto ha due versioni: uno al museo del Louvre e l'altro alla reggia di Versailles;
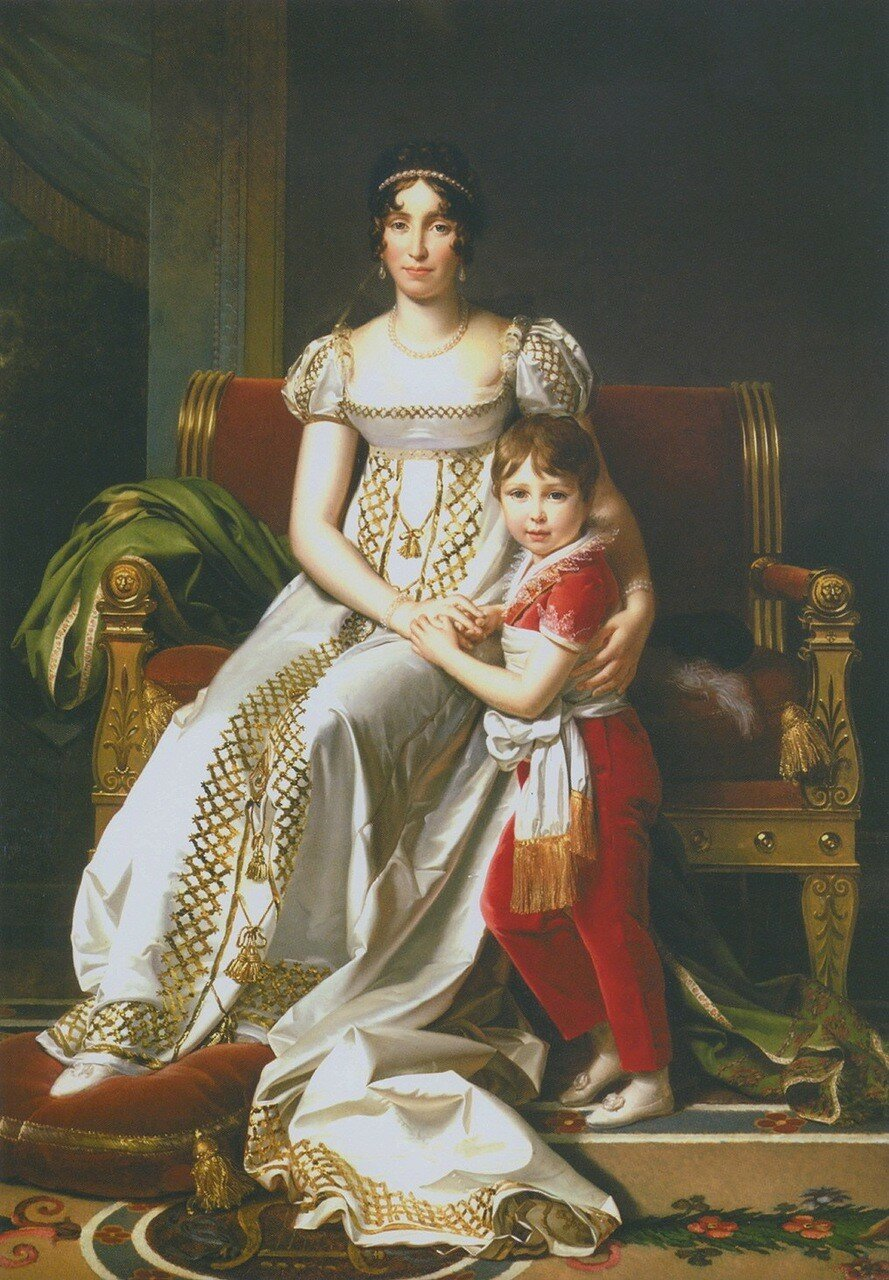
Ortensia di Beauharnais e suo figlio Napoleone Carlo, dipinto di François Gérard, eseguito nel 1806. Napoleone Carlo ha qua circa quattro anni;
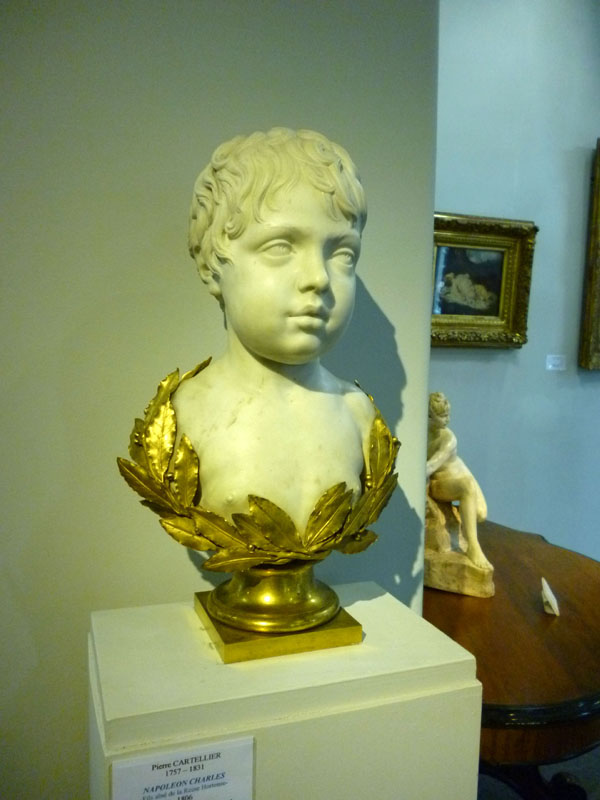
Napoleone Carlo, primogenito del re Luigi d'Olanda e della regina Ortensia[6], dipinto di François Gérard, eseguito nel 1806. Napoleone-Carlo ha qua circa quattro anni. Questo ritratto a figura intera del bambino è molto simile al dipinto precedente per quanto riguarda l'acconciatura, la postura delle braccia e gli ornamenti dei vestiti;
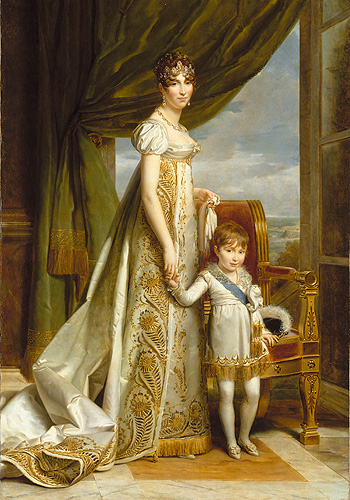
Napoleone Carlo, primogenito della regina Ortensia, busto in marmo circondato da una corona d'alloro in bronzo dorato, scolpito da Pierre Cartellier nel 1806. Napoleone Carlo ha circa quattro anni. L'opera si trova nel museo di belle arti di Aix-les-Bains - Museo Faure[7].  - Napoleone Carlo, ne L'incoronazione di Napoleone, di Jacques-Louis David, tra il 1805 e il 1807
  - Ortensia di Beauharnais e suo figlio Napoleone Carlo, di François Gérard, 1806.
  - Busto di Napoleone Carlo, di Pierre Cartellier, il bambino qui ha circa 4 anni (circa 1806)
  - Napoleone Carlo, principe d'Olanda, e sua madre, di François Gérard, 1807.

Altre raffigurazioni furono realizzate dopo il 1807:
- Monumento alla memoria di Luigi Bonaparte, di Louis-Messidor Lebon Petitot (1794-1862). Monumento in marmo di Carrara, inaugurato nel 1862 nel coro della chiesa di Saint-Leu-Saint-Gilles a Saint-Leu-la-Forêt, con il ritratto di Napoleone-Charles in bassorilievo[8].

## Ascendenza
|                           |                                                           |                                                  | Genitori                                  |  |  | Nonni |  |  | Bisnonni                  |  |  | Trisnonni                    |  |
|                           |                                                           |                                                  |                                           |  |  |       |  |  | Giuseppe Maria Buonaparte |  |  | Sebastiano Nicola Buonaparte |  |
|                           |                                                           |                                                  |                                           |  |  |       |  |  | Giuseppe Maria Buonaparte |  |  | Sebastiano Nicola Buonaparte |  |
|                           |                                                           | Maria Anna Tusoli                                |                                           |  |  |       |  |  | Giuseppe Maria Buonaparte |  |  |                              |  |
| Carlo Bonaparte           |                                                           |                                                  |                                           |  |  |       |  |  | Giuseppe Maria Buonaparte |  |  |                              |  |
|                           |                                                           | Maria Saveria Paravicini                         | Giuseppe Maria Paravicini                 |  |  |       |  |  |                           |  |  |                              |  |
|                           |                                                           | Maria Saveria Paravicini                         | Giuseppe Maria Paravicini                 |  |  |       |  |  |                           |  |  |                              |  |
|                           |                                                           | Maria Saveria Paravicini                         | Maria Angela Salineri                     |  |  |       |  |  |                           |  |  |                              |  |
| Luigi I d'Olanda          |                                                           | Maria Saveria Paravicini                         |                                           |  |  |       |  |  |                           |  |  |                              |  |
|                           |                                                           | Giovanni Geronimo Ramolino                       | Giovanni Agostino Ramolino                |  |  |       |  |  |                           |  |  |                              |  |
|                           |                                                           | Giovanni Geronimo Ramolino                       | Giovanni Agostino Ramolino                |  |  |       |  |  |                           |  |  |                              |  |
|                           |                                                           | Giovanni Geronimo Ramolino                       | Maria Letizia Boggiani                    |  |  |       |  |  |                           |  |  |                              |  |
| Maria Letizia Ramolino    |                                                           | Giovanni Geronimo Ramolino                       |                                           |  |  |       |  |  |                           |  |  |                              |  |
|                           |                                                           | Angela Maria Pietrasanta                         | Giuseppe Maria Pietrasanta                |  |  |       |  |  |                           |  |  |                              |  |
|                           |                                                           | Angela Maria Pietrasanta                         | Giuseppe Maria Pietrasanta                |  |  |       |  |  |                           |  |  |                              |  |
|                           |                                                           | Angela Maria Pietrasanta                         | Maria Giuseppa Malerba                    |  |  |       |  |  |                           |  |  |                              |  |
| Napoleone Carlo Bonaparta |                                                           | Angela Maria Pietrasanta                         |                                           |  |  |       |  |  |                           |  |  |                              |  |
|                           | François de Beauharnais, Marchese de la Ferte-Beauharnais | Claude de Beauharnais, Conte des Roches-Baritaud |                                           |  |  |       |  |  |                           |  |  |                              |  |
|                           | François de Beauharnais, Marchese de la Ferte-Beauharnais | Claude de Beauharnais, Conte des Roches-Baritaud |                                           |  |  |       |  |  |                           |  |  |                              |  |
|                           | François de Beauharnais, Marchese de la Ferte-Beauharnais | Renée Hardouineau                                |                                           |  |  |       |  |  |                           |  |  |                              |  |
| Alexandre de Beauharnais  | François de Beauharnais, Marchese de la Ferte-Beauharnais |                                                  |                                           |  |  |       |  |  |                           |  |  |                              |  |
|                           |                                                           | Marie Henriette Pyvart de Chastullé              | François Jacques Pyvart de Chastullé      |  |  |       |  |  |                           |  |  |                              |  |
|                           |                                                           | Marie Henriette Pyvart de Chastullé              | François Jacques Pyvart de Chastullé      |  |  |       |  |  |                           |  |  |                              |  |
|                           |                                                           | Marie Henriette Pyvart de Chastullé              | Jeanne Hardouineau de Landanière          |  |  |       |  |  |                           |  |  |                              |  |
| Ortensia di Beauharnais   |                                                           | Marie Henriette Pyvart de Chastullé              |                                           |  |  |       |  |  |                           |  |  |                              |  |
|                           |                                                           | Joseph Gaspard Tascher de La Pagerie             | Gaspar Joseph Tascher de La Pagerie       |  |  |       |  |  |                           |  |  |                              |  |
|                           |                                                           | Joseph Gaspard Tascher de La Pagerie             | Gaspar Joseph Tascher de La Pagerie       |  |  |       |  |  |                           |  |  |                              |  |
|                           |                                                           | Joseph Gaspard Tascher de La Pagerie             | Marie Françoise Bourdeau de La Chevalerie |  |  |       |  |  |                           |  |  |                              |  |
| Giuseppina di Beauharnais |                                                           | Joseph Gaspard Tascher de La Pagerie             |                                           |  |  |       |  |  |                           |  |  |                              |  |
|                           |                                                           | Rose-Claire des Vergers de Sanois                | Joseph-François des Vergers de Sanois     |  |  |       |  |  |                           |  |  |                              |  |
|                           |                                                           | Rose-Claire des Vergers de Sanois                | Joseph-François des Vergers de Sanois     |  |  |       |  |  |                           |  |  |                              |  |
|                           |                                                           | Rose-Claire des Vergers de Sanois                | Marie Browne                              |  |  |       |  |  |                           |  |  |                              |  |
|                           |                                                           | Rose-Claire des Vergers de Sanois                |                                           |  |  |       |  |  |                           |  |  |                              |  |